# Josip Kvesić
Josip Kvesić (Široki Brijeg, 21 settembre 1990) è un calciatore bosniaco, difensore dello Sloga Doboj.

## Caratteristiche tecniche
È un terzino sinistro.

## Palmarès

### Club

#### Competizioni nazionali
- Campionato bosniaco: 2

Željezničar: 2011-2012, 2012-2013
- Coppa di Bosnia: 1

Željezničar: 2011-2012